# Anja Straub
Anja Straub (Friburgo in Brisgovia, 26 febbraio 1968) è un'ex schermitrice svizzera, specializzata nella spada. Ha vinto una medaglia d'oro ed una di bronzo ai Campionati mondiali di scherma.